# Велинтон
Ве́линтон Со́уза Си́лва (порт. Welinton Souza Silva; родился 10 апреля 1989 года в Рио-де-Жанейро, Бразилия) — бразильский футболист, защитник турецкого клуба «Пендикспор».

## Биография
Велинтон — воспитанник «Фламенго». В 2009 году он был впервые включён в заявку «Фламенго» и получил похвалу от главного тренера Куки. После травмы ведущего защитника Роналдо Анжелина Велинтон получил свой первый шанс закрепиться в основе «Фламенго». Однако выступал крайне редко, пока в 2010 году главный тренер Рожерио Лоуренсу не отправил в запас безобразно игравшего Роналдо Анжелина. С тех пор Велинтон стал ключевым защитником «Фламенго» и попадал в сферу интересов различных европейских клубов, включая «Штутгарт». В 2013 году Велинтон был арендован «Аланией».
После «Алании» Велинтон вернулся во «Фламенго», но вскоре перешёл в «Коритибу». С 2015 года выступает в чемпионате Катара.
В составе молодёжной сборной Бразилии Велинтон выиграл Чемпионат Южной Америки по футболу среди молодёжных команд 2009 года. Всего за эту сборную он провёл восемь встреч.

## Достижения
«Фламенго»
- Чемпион Бразилии: 2009
- Чемпион штата Рио-де-Жанейро (3): 2008, 2009, 2011
- Обладатель трофея Рио (2): 2009, 2011
- Обладатель трофея Жуана Салданьи: 2009
- Обладатель Кубка Гуанабара: 2011

«Бешикташ»
- Чемпион Турции: 2020/21
- Обладатель Кубка Турции: 2020/21
- Обладатель Суперкубка Турции: 2021

Сборная Бразилии (до 20 лет)
- Чемпион Южной Америки (до 20): 2009